# Jennifer Pédussel Wu
Jennifer Pédussel Wu (geb. Jennifer M. Wu) ist eine US-amerikanische Wirtschaftswissenschaftlerin.
Nach dem Studium am Oberlin College wurde sie 2001 an der University of California, Irvine zur Ph.D. promoviert.
Von 2001 bis 2005 war sie Senior Fellow am Zentrum für Europäische Integrationsforschung (ZEI) in Bonn.
Sie hat am LEN Research Center der Universität Nantes und am OCRE–EDC in Paris geforscht und lehrte an der American University in Paris, an der École des Dirigeants et Créateurs d’Entreprises (EDC) in Paris, an der Universität Bonn, UC Irvine und an der Landwirtschaftlichen Universität in Taigu, Shanxi (China).
Derzeit ist sie Professorin für Volkswirtschaftslehre, insbesondere Welthandel und internationale Produktion, an der Hochschule für Wirtschaft und Recht Berlin.

## Veröffentlichungen (Auswahl)
- Measuring and Explaining Levels of Regional Economic Integration. In: Philippe De Lombaerde (Hrsg.): Assessment and Measurement of Regional Integration. Routledge, London 2006 (amerikanisches Englisch).
- Trade Agreements as Self-Protection. In: Review of International Economics. Band 13:3, 2005.
- mit Christian Martincus Volpe: Economic Integration in a Multicone World. In: ZEI Working Paper. B07-2005, 2005.
- mit Harry P. Bowen: Does It Matter Where Immigrants Work? Traded Goods, Non-traded Goods, and Sector Specific Employment. In: ZEI Working Paper. B16-2004, 2005.